# 車巷口
車巷口，是臺灣雲林縣水林鄉的一個傳統地域名稱，位於該鄉東北角。相較於今日行政區，其範圍大致包括西井村東北端、車港村不含西端及南部邊界地帶中段、蘇秦村、灣東村東北端。

## 歷史
臺灣清治末期至日治初期，車巷口地區為一（舊制）街庄，稱為「春牛埔庄」，隸屬於大槺榔東頂堡。該庄北與溪底庄為鄰，東與蕃仔溝庄、好收庄為鄰，南邊為春牛埔庄，西南邊為牛挑灣庄、鹿場庄。
1901年（日治明治三十四年）11月，全臺廢縣廳改設二十廳，該庄隸屬於斗六廳。1903年（明治三十六年）6月，該庄編入「水燦林區」，隸屬於斗六廳。1909年（明治四十二年）10月，合併二十廳為十二廳，水燦林區改隸屬於嘉義廳。1920年（大正九年），全臺地方制度大改正，廢十二廳改設五州二廳，該庄改制為「車巷口」大字，隸屬於臺南州北港郡水林庄（新制街庄）。
戰後水林庄改制為水林鄉，隸屬於臺南縣，大字亦改制為村。1950年10月，雲、嘉、南分治，水林鄉改隸屬雲林縣。

## 聚落
本地區發展較早的聚落有車巷口、蘇秦藔（蘇秦）、紅毛路、蕃仔厝等，在日治期初期的官方地圖上已有記載。

## 交通
縣道155號（宏仁路）是五條港至北港的道路，經過本地區東南部凸出部分的南側邊界地帶。由該道路向西微北轉西北微北可前往四湖鄉、臺西鄉五條港，並止於省道台17線與台61線共線路口；向東轉東南微南可前往北港市區並止於省道台19線路口。
鄉道雲151線是蘇秦寮至蕃薯厝的道路，其北側端點（起點）位於本地區東部蘇秦寮聚落西側的鄉道雲165線路口。由此向西南可前往牛挑灣、萬興、尖山、蕃薯厝，並止於鄉道雲155線路口。
鄉道雲157線是車巷口至海埔（海埔寮）的道路，其北側端點（起點）位於本地區東南部車巷口聚落的鄉道雲165線路口。由此向西南西蜿蜒而行，其後轉南南西可前往春牛埔、水林，並止於該地區東南部海埔寮聚落的鄉道雲154線轉角路口。
鄉道雲165線是砂崙腳至好收的道路，經過本地區海豐、蘇秦寮、車巷口等聚落。由該道路向北北東可前往鹿場/溪底交界地帶、溪底/四湖交界地帶，並止於縣道160號路口（四湖地區的砂崙腳聚落東郊）；向東南可前往好收，並止於縣道153號、縣道155號交會路口。
鄉道雲165-1線是新莊至蘇秦寮的道路，其南側端點（終點）位於本地區東部蘇秦寮聚落西側的鄉道雲165線路口。由此向東北繞大彎轉北再轉西北西蜿蜒而行，可前往鹿場地區東北部、四湖地區的新莊聚落東北郊，並止於縣道160號路口。

## 學校
- 誠正國小